# Seiji Kawakami
Seiji Kawakami (født 20. juni 1995) er en japansk fodboldspiller, som spiller for den japanske fodboldklub Fujieda MYFC.